# Miskolc TV
A Miskolc TV Miskolc és környékének helyi TV-je. Miskolc 30 km-es körzetében fogható műholddal és kábellel is, kb. 300 ezer ember által. 

## Története

### Saját csatorna előtt
A Miskolc TV (akkori nevén VTV Miskolc) 1985. április 15-én kezdett műsorokat gyártani. 1988-ban elkezdett az MTV frekvenciáján a hétfői műsorszünet idején sugározni. Miután az MTV-n elkezdődött a hétfői adás, szombat és vasárnap reggel volt a VTV Miskolc adása.

### Saját csatorna
1994-ben saját csatornán az UHF 55 frekvencián volt látható a VTV Miskolc adása hétfőtől szombatig, elég rövid adással, néha csak heti 2-3 órával. 1998-ban 4 óra napi adást kezdett sugározni. 1999. július 16-án elindult a vasárnapi adás. 2002-ben 24 órás adás indult, viszont az adás legtöbb része a műsorok előtti-utáni képújsággal, és a Hálózat TV adásával volt kitöltve (utóbbi már megszűnt). 2015-ben digitális adásra tért át. 2019-ben megújult.  Jelenleg 300 ezer ember érheti el a Miskolc TV műsorát, SD és HD minőségben is, műholdon, kábelen, és online is. Jelenlegi műsorideje 18:00-21:30 (néha korai 16:00-s műsorral, vagy 22:00-ig kihúzódó programmal), és 06:00-09:00-ig az előtte való napi adás ismétlésével (ez is kihúzódik néha). A fennmaradó adásidő képújsággal van kitöltve.

## Műsorai
- Acéllábos
- Basszuskulcs
- Egészségpercek
- Film
- Fogadóóra
- Highlights
- Híradó
- HívőSzó
- Időjárás-jelentés
- KaTedRa
- Képújság
- Kilátó
- Köztünk élnek
- Krónika
- Miskolc Ma
- Miskolci Napló
- >Miskolc Önkormányzatának közgyűlése
- Promenád
Retro TV
- Sportpercek
- Suhanj velem!
- Szemtanú[3]